# Партия регионов
«Па́ртия регио́нов» (укр. «Па́ртія регіо́нів») — запрещённая бывшая украинская пророссийская политическая партия.
Основана 26 октября 1997 года под названием «Партия регионального возрождения Украины». Официально зарегистрирована под этим названием 6 ноября 2000 года, регистрационное свидетельство № 939. В том же году объединилась с рядом других партий в Партию регионального возрождения «Трудовая солидарность Украины». Перерегистрирована под названием «Партия регионов» 21 марта 2001 года.
В период президентства Виктора Януковича (2010—2014), партийного лидера с 2003 года, являлась правящей партией, к 2012 году имевшей крупную (185/450) фракцию в Верховной Раде Украины и представительство почти во всех местных советах. В 27 региональных отделениях партии было зарегистрировано и работало свыше 11 600 партийных организаций, численность партии на октябрь 2009 года составляла несколько более 1 млн человек. Председатель «Партии регионов» Николай Азаров в 2010—2014 годах занимал пост премьер-министра.
В ходе массовых многомесячных акций протеста Евромайдана, кульминацией которого стало самоустранение Виктора Януковича от должности президента, партия потеряла значительную часть своего политического влияния, к концу 2014 года фактически прекратив своё существование.
21 февраля 2023 года официально запрещена решением восьмого апелляционного суда.

## История

### «Партия регионального возрождения Украины»
«Партия регионального возрождения Украины» под председательством городского головы Донецка Владимира Рыбака была создана 26 октября 1997 года. Партия участвовала в парламентских выборах 1998 года (Верховную Раду III созыва), однако получила 0,9 % голосов (4 % барьер партия преодолела только в Черновицкой области): представители ПРВУ были избраны в парламент по мажоритарным округам. 13 января 1998 года в Верховной Раде была создана фракция «Партия регионального возрождения Украины» (глава координационного совета — Геннадий Самофалов).
В 1999 году на ІІ съезде партии Владимир Рыбак был переизбран её председателем. На проходивших в том же году выборах Президента Украины ПРВУ поддержала кандидатуру действовавшего главы государства Леонида Кучмы, которому съезд рекомендовал активно содействовать развитию регионов Украины и придать русскому языку статус второго государственного. В июне 1999 года «Партия регионального возрождения» вошла в состав избирательного блока «Наш выбор — Леонид Кучма!».
17 ноября 2000 года на ІІІ съезде партии «Партия регионального возрождения Украины» (лидер — Владимир Рыбак), «Партия солидарности Украины» (лидер — Пётр Порошенко), «Партия труда» (лидер — Валентин Ландык), «Всеукраинская партия пенсионеров» (лидер — Геннадий Самофалов) и партия «За красивую Украину» (лидер — Леонид Черновецкий) объединились в «Партию регионального возрождения „Трудовая солидарность Украины“». Также были избраны политсовет, президиум политсовета, контрольно-ревизионная комиссия, однако единого лидера новой партии избрать не удалось, её сопредседателями стали Рыбак, Ландык и Порошенко.

### «Партия регионов»
3 марта 2001 года на IV съезде партия изменила название на «Партия регионов». Поскольку организацию считали «альянсом Донецкой группировки и Порошенко», предполагалось, что последний и возглавит партию. Однако председателем стал руководитель Государственной налоговой администрации Украины, один из основателей ПРВУ Николай Азаров. Также на съезде была утверждена программа партии: её идеологией был признан «новый центризм», ставивший во главу угла «культуру политического компромисса». 21 марта в Верховной Раде была создана фракция «Регионы Украины» во главе с Владимиром Рыбаком (она вошла в состав парламентского большинства), а также самостоятельная депутатская группа «Солидарность» под управлением Порошенко. Уже в начале 2000-х годов сообщалось, что «Партию регионов» поддерживает председатель Донецкой области Виктор Янукович, а Донбасс является «главной опорой политсилы». В это время членами организации являлись уже 170 тысяч человек.
В ноябре 2001 года главы пяти политических партий Украины — Николай Азаров от «Партии регионов», Михаил Гладий от «Аграрной партии Украины», Анатолий Кинах от «Партии промышленников и предпринимателей Украины», Валерий Пустовойтенко от «Народно-демократической партии» и Сергей Тигипко от «Трудовой Украины» подписали соглашение об участии в парламентских выборах 2002 года единым блоком под названием «За единую Украину!», возглавил его Владимир Литвин, на тот момент — руководитель Администрации президента Леонида Кучмы. Азаров «во избежание обвинений в использовании на выборах админресурса» на время избирательной кампании принял решение приостановить своё членство в партии (на этот период его на посту главы партии сменил вице-премьер-министр по гуманитарным вопросам Владимир Семиноженко). В том же месяце Порошенко и его партия «Солидарность» покинули «Партию регионов», примкнув к избирательному блоку Виктора Ющенко «Наша Украина».
По данным руководства «Партии регионов» в 2002 году, с момента создания партии до конца 2001 года, число её членов возросло с 30 тыс. до 500 тыс. человек. Тогда же у партии появилось молодёжное крыло — «Союз молодёжи регионов Украины» (в 2010 года переименована в «Молодые регионы»).
На выборах 2002 года блок «За единую Украину!» получил 11,77 % голосов, его представители также победили в 66 одномандатных округах. В сумме альянс получил 101 мандат в парламенте нового созыва. Огромный вклад в успех на выборах внесли результаты голосования в Донецкой области, возглавляемой Виктором Януковичем. В этом регионе блок выбился в лидеры, впервые опередив коммунистов, и набрал 37 %, а из мажоритарных депутатов, избранных на округах Донетчины, только один не входил в «Партию регионов». Оппозиция даже обвиняла власти Донбасса в «злоупотреблении административным ресурсом». За счёт мажоритарщиков фракция блока «За единую Украину!» получила большинство в Верховной Раде, однако вскоре раскололась и превратилась в нестойкую коалицию депутатских фракций и групп. Члены «Партии регионов» при этом входили в две из них — фракцию «Регионы Украины», которую возглавляла Раиса Богатырёва, и группу «Европейский выбор», которой руководил Виктор Пехота.
В ноябре 2002 года президент Леонид Кучма отправил в отставку премьер-министра Анатолия Кинаха и выдвинул на эту должность кандидатуру Виктора Януковича. Его назначение на пост главы правительства поддержало 234 народных депутата из 450.
На V съезде, который состоялся 19 апреля 2003 года, Виктор Янукович был избран председателем партии. Председателем политсовета стал Николай Азаров, а председателем политисполкома — Владимир Рыбак. В ноябре того же года группа «Европейский выбор» влилась во фракцию «Регионы Украины».
4 июля 2004 года в Запорожье на VI съезде «Партия регионов» выдвинула Виктора Януковича кандидатом на пост Президента Украины. В его поддержку было создано избирательное объединение «Вместе ради будущего», в состав которого вошли 26 политических партий и 87 общественных организаций. При этом в прессе Януковича называли «единым кандидатом от власти» и «преемником» Кучмы. Выдвиженец от «регионалов» сразу стал одним из лидеров предвыборных рейтингов, наибольшую поддержку он имел на юге и востоке Украины. Его главным соперником стал оппозиционный политик, лидер блока «Наша Украина» Виктор Ющенко, основной электорат которого был сосредоточен на западе и, в меньшей мере, в центре Украины. Янукович в своей предвыборной программе делал основную ставку на сотрудничество с Россией, Ющенко же постоянно говорил о необходимости европейской интеграции Украины. По сути, страна разделилась на два лагеря — «бело-голубой» (по цветам «Партии регионов») и «оранжевый» (по цветам «Нашей Украины»).
Первый тур выборов прошёл 31 октября 2004 года, по официальным данным Виктор Ющенко набрал 39,90 % голосов, Виктор Янукович — 39,26 %. Согласно официальным данным второго тура, объявленным 23 ноября, победу в выборах одержал Янукович (49,46 %). Однако Ющенко и его сторонники, а также многие зарубежные наблюдатели, заявили о масштабных фальсификациях в ходе выборов. Это привело к серьёзному политическому кризису и массовым гражданским акциям, получившим название «Оранжевая революция», которые активно поддерживали Виктора Ющенко. На юго-востоке, в свою очередь, проходили масштабные акции в поддержку Януковича. 26 ноября 2004 года очередная сессия Луганского областного совета большинством голосов приняла решение о создании Юго-Восточной Украинской Автономной Республики. Также в Харькове прошёл съезд депутатов юго-востока, который постановил установить общую координацию действий с региональными властями. Харьковская область прекратила перечисления средств в государственный бюджет до стабилизации ситуации в Киеве.
На фоне сложившийся обстановки 3 декабря 2004 года Верховный суд Украины аннулировал результаты второго тура и постановил провести повторное голосование. 8 декабря Верховная Рада приняла закон о внесении изменений в Конституцию, согласно которым право формирования правительства переходило от президента к парламенту, что было одним из условий согласия «Партии регионов» на проведение т. н. «третьего тура».
По результатам повторного голосования победил Виктор Ющенко, который набрал 51,99 % (Виктор Янукович — 44,19 %). Кандидат от «Партии регионов» попытался оспорить результаты выборов в Верховном суде, заявляя, что они проводились «с массовыми нарушениями и фальсификациями», но его жалобы не были удовлетворены.

### В оппозиции (2005—2010)
31 декабря 2004 года, после объявления результатов «третьего тура» президентских выборов, Янукович подал в отставку с поста премьер-министра, а уже 5 января 2005 года президент Леонид Кучма её утвердил. Своё решение лидер «регионалов» объяснил тем, что считает невозможным занимать какую-либо должность в государстве при новой власти. На VII съезде «Партии регионов», состоявшемся 5 марта 2005 года в Киеве, было принято решение о переходе в оппозицию по отношению к действиям власти.
Сразу же после победы Ющенко на представителей «Партии регионов» были открыты многочисленные уголовные дела. В апреле 2005 года по обвинению в вымогательстве был арестован председатель Донецкого областного совета Борис Колесников. В июне того же года обвинение в сепаратизме было предъявлено Евгению Кушнарёву, 17 августа он был арестован Генеральной прокуратурой.
На фоне начавшейся с лета 2005 года резкой дестабилизации ситуации в «оранжевой» команде, вызванной взаимными обвинениями высших должностных лиц в коррупции, Ющенко отправил правительство Тимошенко в отставку. Для того чтобы назначить новый состав Кабинета министров, президент был вынужден заручиться поддержкой «Партии регионов» — 22 сентября 2005 года он подписал с Виктором Януковичем меморандум, согласно которому власть прекращает уголовное преследование оппозиции, а в обмен на это парламентская фракция «Партии регионов» поддерживает назначение президентского выдвиженца Юрия Еханурова на пост премьер-министра.

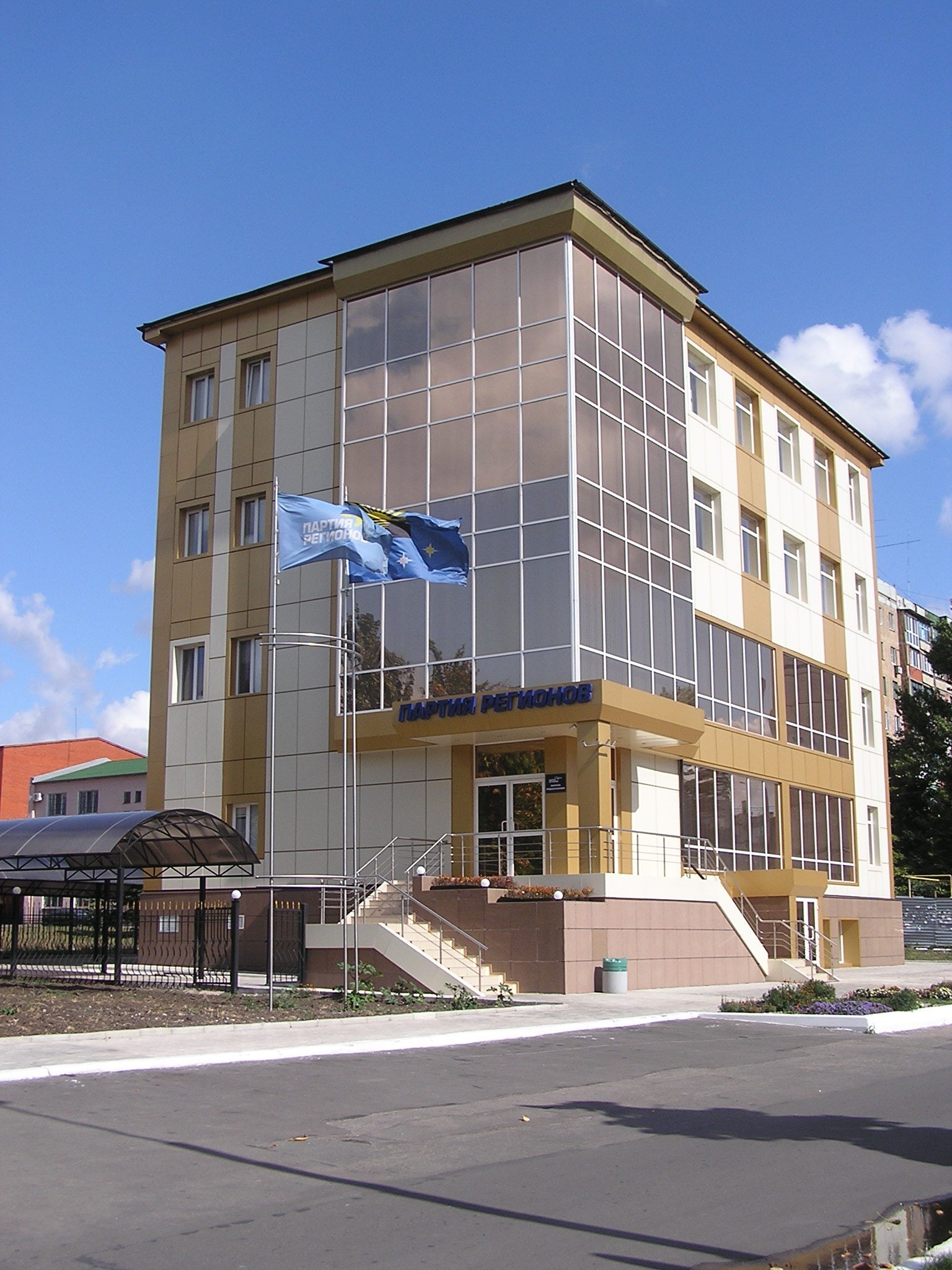
Офис «Партии регионов» в Макеевке, 2009 год

В том же году «Партия регионов» подписала соглашение о сотрудничестве с российской партией «Единая Россия». В ноябре 2005 года в состав «Партии регионов» по принципу индивидуального членства вошла партия Евгения Кушнарёва «Новая демократия».
Перед парламентскими выборами 2006 года «Партия регионов» утвердила программу под названием «Благосостояние — народу! Власть — регионам!». Руководителем избирательной штаба партии стал Евгений Кушнарёв, а список кандидатов от политсилы на выборах возглавил Виктор Янукович. В ходе предвыборной кампании, Виктор Янукович устроил дипломатический приём, на котором изложил основные положения политической линии «Партии регионов». По заявлению Януковича, после выборов его команда будет претендовать на ключевую роль в процессе формирования нового правительства. При этом «ни о каком пересмотре курса на интеграцию в Европу речи не идёт», хотя Украина понимает неготовность Европейского союза рассматривать в практической плоскости вопрос о перспективах Украины.
На выборах «Партия регионов» заняла первое место, набрав 32 % голосов (8 148 745 избирателей), опередив своих принципиальных соперников — «Блок Юлии Тимошенко» и «Нашу Украину».

#### Политический кризис 2006 года
С 1 января 2006 года вступала в силу конституционная реформа, согласно которой право формирования правительства переходило от президента к парламенту, что придавало борьбе за формирование коалиции ещё большей важности и остроты.
Несмотря на то, что «Партия регионов» получила наибольшее число мест в Верховной Раде, президент Виктор Ющенко поддержал создание так называемой «оранжевой» коалиции. На это ушло целых три месяца. 22 июня было официально объявлено о результатах переговоров трёх политических сил, вошедших в коалицию (БЮТ, «Наша Украина» и СПУ), и распределении между ними ключевых постов в правительстве и парламенте. «Партия регионов» и «Коммунистическая партия Украины», не получившие ни одного руководящего поста, заявили об уходе в «жёсткую оппозицию», а затем прибегли к блокированию зала заседаний для того, чтобы не допустить «пакетного» голосования по кандидатурам премьер-министра и председателя Рады.
Однако, в ходе назначения кандидатур лидер СПУ Александр Мороз, в нарушение коалиционных договорённостей, внёс свою кандидатуру на пост председателя Верховной Рады, и одержал победу, получив поддержку фракции «Партии регионов», КПУ и большинства фракции СПУ.
7 июля было подписано соглашение о создании новой, «антикризисной», коалиции парламентского большинства, в которую вошли 238 депутатов:
- «Партия регионов» — 183
- СПУ — 29
- КПУ — 21
- БЮТ — 4
- «Наша Украина» — 2
- Внефракционные — 1 (Мороз).

11 июля Виктор Янукович официально выдвинут кандидатом на пост премьер-министра — соответствующий документ Александр Мороз направляет президенту Ющенко. «Наша Украина» и БЮТ считают это выдвижение незаконным и намерены обжаловать его в суде. Весь июль Ющенко, однако, отказывается вносить в парламент кандидатуру Януковича.
В конце концов президент предлагает всем парламентским партиям подписать некий «Универсал национального единства», которым, по его мнению, были бы закреплены принципы деятельности нового правительства, которое возглавит Янукович. Работа над этим документом длится ещё неделю. В нём содержались как традиционные требования «оранжевых» (например, «поддержка украинской политики интеграции с ЕС и сотрудничества с НАТО»), так и «бело-голубых», в частности, признание свободного употребления русского языка гражданами Украины.
3 августа «Универсал национального единства» был подписан. Его подписали лидеры всех парламентских фракций, кроме лидера БЮТ Юлии Тимошенко, которая заявила о переходе в оппозицию. 3 августа президент внёс в Верховную Раду кандидатуру Виктора Януковича на пост премьер-министра, и вечером следующего дня парламент назначил лидера «Партии регионов» на пост главы правительства. За Януковича единогласно проголосовала фракция «регионалов», практически полностью фракции КПУ и СПУ и лишь менее половины фракции «Нашей Украины». В новом правительстве представители «бело-голубых» получили 7 должностей министров из 23 и должности всех вице-премьеров (при этом, в Кабмине Януковича было 8 министров от «Нашей Украины», при этом пропрезидентский блок официально в коалицию не вошёл).

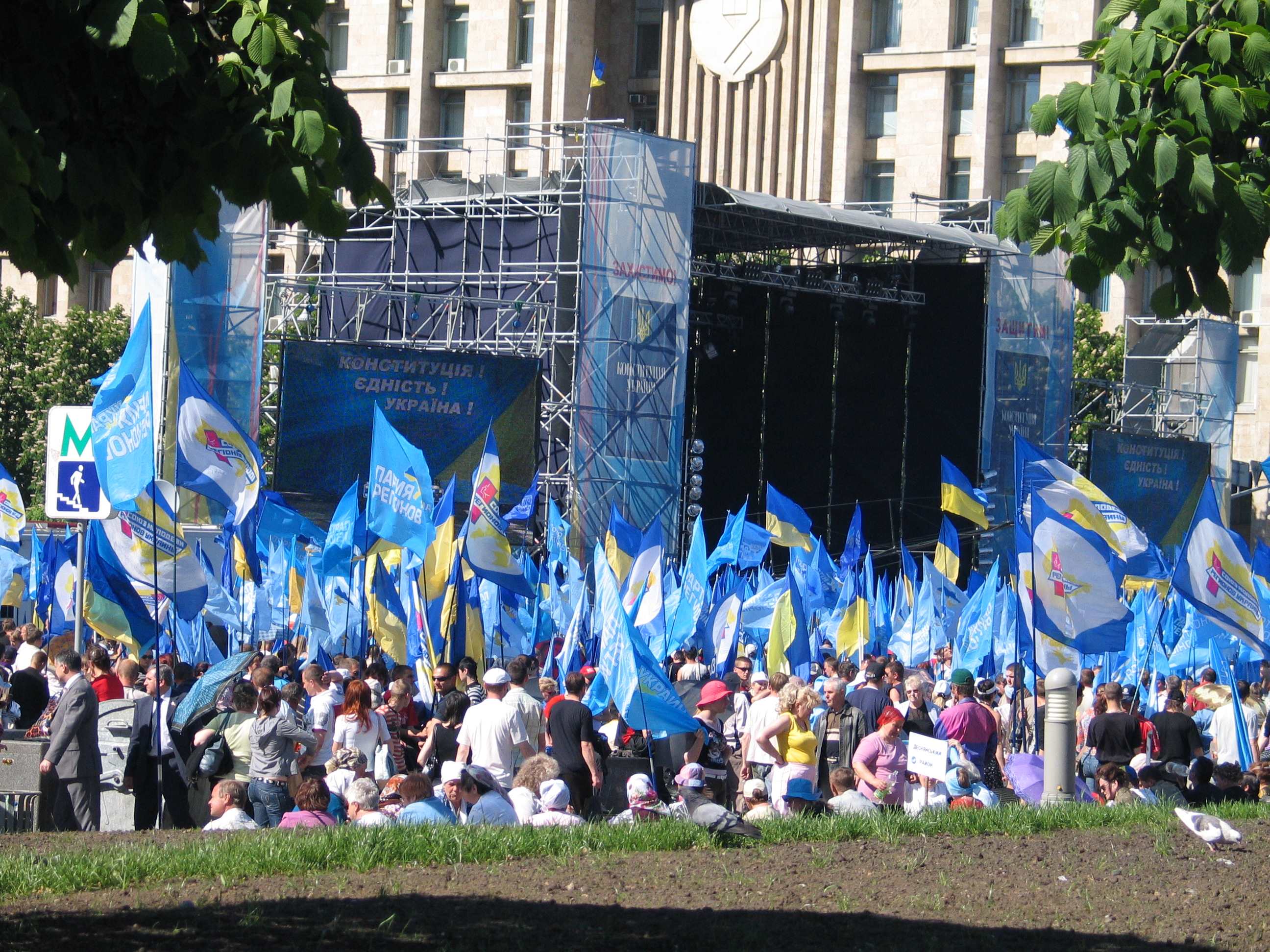
Митинг в поддержку «Партии регионов» в Киеве 2007 год

#### Политический кризис 2007 года
В конце 2006 года президент Виктор Ющенко инициировал направление письма в НАТО с просьбой предоставить Украине План действий по членству в Альянсе. Для этого письмо должны были подписать президент, спикер парламента и премьер-министр. Однако, Виктор Янукович, как глава правительства, отказался это сделать. Кроме того, в Верховной Раде начался процесс привлечения в коалицию отдельных депутатов с целью довести количество численность большинства до 300 человек, что позволило бы преодолевать вето президента (один раз это уже было осуществлено на практике, когда 12 января 2006 года парламент, в преодоление вето главы государства, принял закон «О Кабинете министров Украины»).
2 апреля 2007 года Виктор Ющенко издал указ о роспуске Верховной Рады со ссылкой на то, что коалиция, вопреки Конституции, формировалась из отдельных депутатов, а не из целых фракций. По заявлению Ющенко, кризис был спровоцирован «узурпацией власти правящей парламентской коалицией» («Партия регионов», СПУ и КПУ). Его оппоненты, однако, заявляли, что кризис был вызван стремлением Ющенко восстановить полномочия, которых он лишился в соответствии с конституционной реформой 2004 года.
В это же время лидер «Партии регионов», премьер-министр Виктор Янукович собрал на экстренное заседание Кабинет министров, где было принято решение о непризнании такого указа. Было подано представление от 53 народных депутатов в Конституционный суд относительно незаконности указа о роспуске Рады. На Украине начался очередной политический кризис, который был урегулирован почти через 2 месяца — в ночь с 26 на 27 мая после 12-часовых переговоров было достигнуто трёхстороннее соглашение по вопросу урегулирования кризиса путём проведения внеочередных выборов в Верховную Раду, о чём Ющенко, Янукович и Мороз сделали совестное заявление для прессы в 03:30 ночи 27 мая.
В рамках подготовки к досрочным выборам «Партия регионов» приняла «Заявление относительно политической ситуации в Украине и задач „Партии регионов“», где выразила «уверенность относительно убедительной победы на внеочередных выборах». В это время в партию влилась «целая обойма лидеров малорейтинговых партий» — «Социал-демократическая партия Украины» (объединённая; СДПУ(о)), «Вече», «Трудовая Украина», «Партия промышленников и предпринимателей», «Республиканская партия». 4 августа того же года на X съезде «Партии регионов» была принята предвыборная программа и утверждён список кандидатов в народные депутаты.

На состоявшихся 30 сентября 2007 года досрочных парламентских выборах «Партия регионов» одержала победу, набрав 34,37 % голосов (8 013 918 избирателей). «Регионалы» теперь имели в Верховной Раде 175 своих представителей, в том числе это были и Сергей Кий и Юрий Чертков. Несмотря на это, «оранжевым» политсилам (блоку «Наша Украина — Народная самооборона» и БЮТ) удалось сформировать «Демократическую коалицию» с перевесом в 2 голоса. Новое большинство назначило правительство Юлии Тимошенко. «Партия регионов» и КПУ снова заявили о своём переходе в оппозицию и сформировали теневое правительство.

#### Политический кризис 2008 года
4 сентября 2008 года пропрезидентский блок «Наша Украина — Народная самооборона» объявил о выходе из «Демократической коалиции» с БЮТ. Выход НУ—НС из коалиции поставил под угрозу её существование. 8 октября 2008 года Виктор Ющенко издал указ о роспуске Верховной Рады, со ссылкой на то, что в парламенте отсутствует коалиция. Решение о досрочных выборах было однозначно одобрено «Партией регионов». Однако позднее президент продлил сроки полномочий парламента, перенеся своими указами дату голосования сначала с 7 на 14 декабря, а позднее — на 2009 год, со ссылкой на то, что из-за кризиса в бюджете отсутствуют средства на проведение выборов.

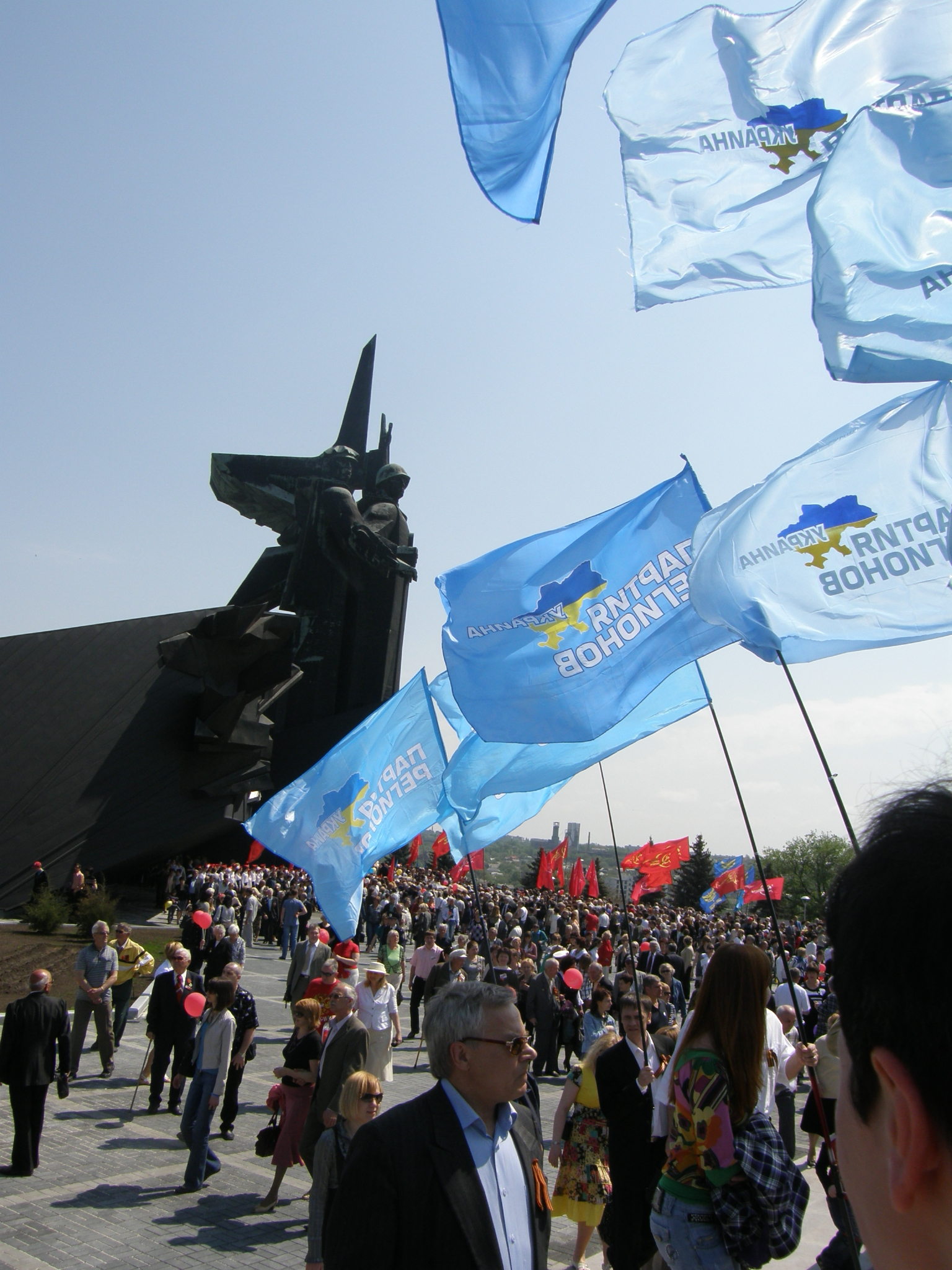
Митинг «Партии регионов» на День Победы в Донецке, 2010

Были начаты переговоры о формировании нового большинства. Одним из вариантов было вхождение в состав коалиции «Партии регионов». По слухам, даже существовала некая договорённость Януковича и Тимошенко, согласно которой, новая коалиция должна изменить Конституцию, премьером останется Юлия Тимошенко, а Виктор Янукович избирается в парламенте президентом. Через 5 лет участники должны были поменяться должностями. Однако кризис был урегулирован путём вхождения в большинство к БЮТ и НУ—НС «Блока Литвина». «Партия регионов» и КПУ остались в оппозиции.
Президентские выборы 2010 года
В октябре 2009 года состоялся XII съезд «Партии регионов», на котором кандидатом в президенты от неё единогласно был избран Виктор Янукович. 17 января 2010 года состоялся первый тур президентских выборов, в котором Янукович занял первое место, набрав 35,3 % голосов. Его ближайший преследователь, премьер-министр Юлия Тимошенко, заняла второе место с 25 %. Поскольку ни один из кандидатов не набрал абсолютного большинства, 7 февраля было объявлено датой проведения второго тура, в котором лидер «Партии регионов» одержал победу, набрав 48,95 % (Тимошенко — 45,47 %). 25 февраля состоялась церемония инаугурации, после которой Виктор Янукович вступил на пост Президента Украины.

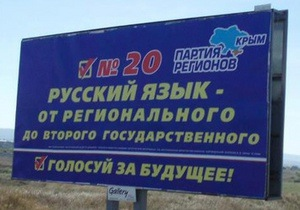
Рекламный щит «Партии регионов» в Крыму

### Возвращение к власти (2010—2014)
Наибольшего влияния «Партия регионов» добилась в 2010—2014 годах, чему способствовало разочарование людей политикой Виктора Ющенко. 11 марта 2010 года «Партия регионов», КПУ, «Блок Литвина», несколько депутатов от «Блока Юлии Тимошенко» и блока «Наша Украина — Народная самооборона», а также некоторые внефракционные депутаты сформировали новую коалицию. В этот же день правительство Юлии Тимошенко, потерпевшей поражение на президентских выборах, было отправлено в отставку. Новая коалиция сформировала новое правительство. Премьер-министром стал Николай Азаров, почти все должности министров заняли представители «Партии регионов». В марте 2010 года президент Янукович приостановил своё членство в «Партии регионов» (по закону, глава государства должен быть беспартийным). 23 апреля 2010 года на съезде новым председателем партии официально стал Азаров, Виктор Янукович получил звание почётного председателя (почётного лидера).
На региональных выборах, прошедших 31 октября 2010 года, «Партия регионов» выступила очень успешно. В целом по всей стране на выборах в областные, районные и городские советы она получила около 30 % голосов. Мэрами городов областного значения в 66,66 % случаев также стали кандидаты от «регионалов». Благодаря коалициям с другими политическими силами партия получила большинство в 21 областном совете из 25. Представители оппозиционных движений обвиняли «Партию регионов» в использовании административного ресурса и даже заявляли, что на выборах творился «беспредел».

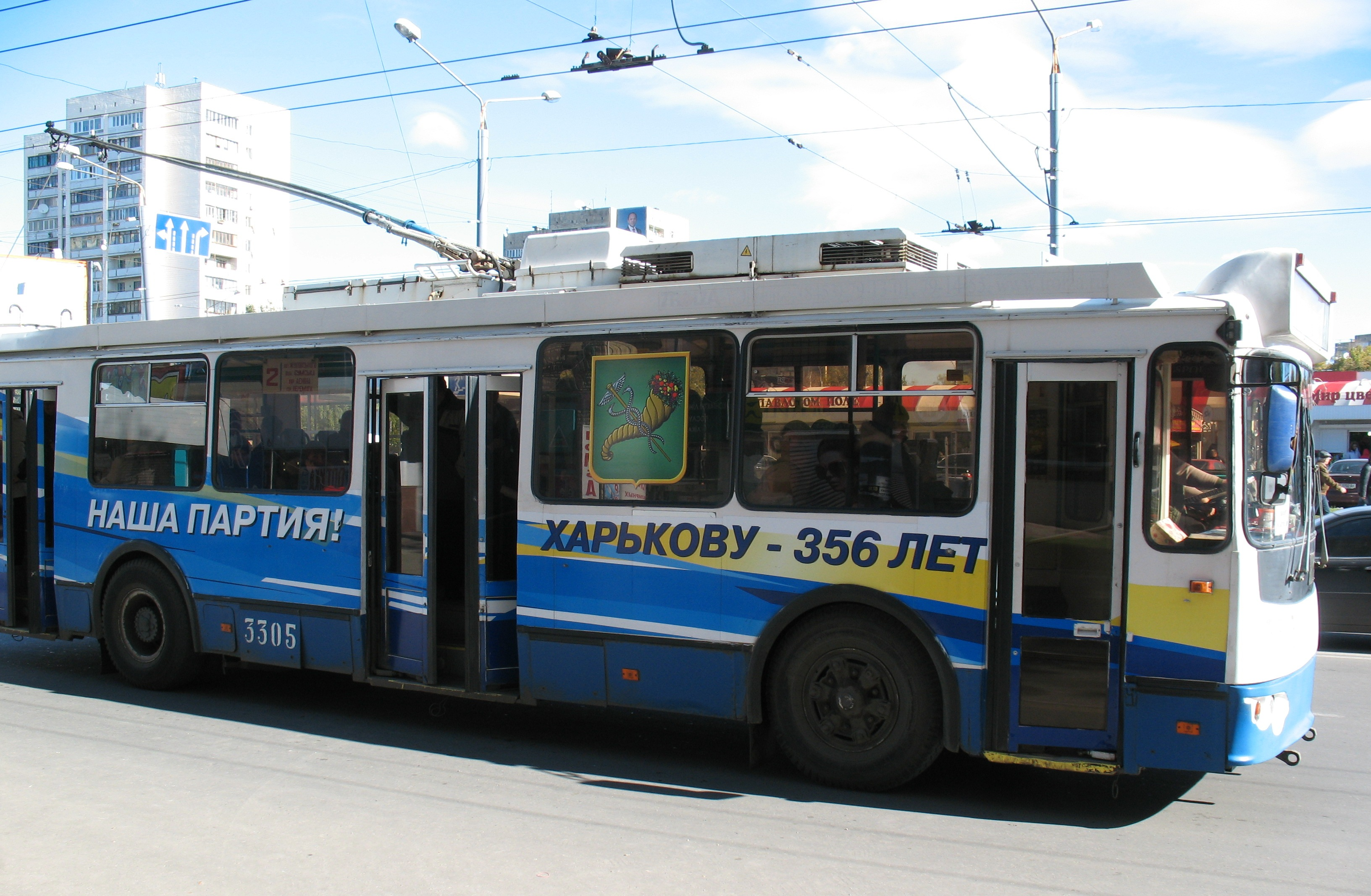
Надпись на троллейбусе: «Наша партия!»

По состоянию на 2011 год «Партия регионов» насчитывала 1 млн 400 тыс. человек членов. О своём намерении объединиться с «Партией регионов» заявили лидер партии «Сильная Украина» Сергей Тигипко, а также некоторые другие политические партии.
17 марта 2011 на XIII съезде «Партии регионов» было объявлено о присоединении партии «Сильная Украина». Председатель партии Николай Азаров и лидер «Сильной Украины» Сергей Тигипко подписали акт о слиянии, Тигипко торжественно вступил в партию и получил из рук Азарова партийный билет. Также Тигипко стал членом политсовета и заместителем председателя партии. Утром того же дня состоялось второе заседание ІІ Национального съезда партии «Сильная Украина», на котором было принято решение о самороспуске партии, всем членам рекомендовали вступать в «Партию регионов».

#### Евромайдан
Подробнее см. статьи: Евромайдан и Смена власти на Украине в феврале 2014 года
Деятельность «Партии регионов» и её лидера — Виктора Януковича на посту президента, вызвала волну массовых протестов, которые начались 21 ноября 2013 года и получили название «Евромайдан». Непосредственным толчком стало временное приостановление процесса подписания Соглашения об ассоциации Украины и Европейского союза, которое было запланировано на 27 ноября в Вильнюсе. Через несколько дней после начала акции начали заканчиваться, но поздно вечером 30 ноября бойцы спецподразделения МВД «Беркут» и солдаты Внутренних войск разогнали остатки протестующих. После этого акции приобрели массовый характер, на Майдане появились представители оппозиции, которые начали призывать к радикальным действиям.

Несмотря на требования протестующих отправить Кабинет министров в отставку, 3 декабря 2013 года на инициированном оппозицией рассмотрении вопроса в Верховной Раде фракция «Партии регионов» не поддержала отставку правительства, благодаря чему она не была принята. Невыполнение требования привело к дальнейшей эскалации конфликта — 8 декабря протестующими была предпринята попытка заблокировать правительственный квартал, 10—11 декабря протестующие потеряли позиции в правительственном квартале.

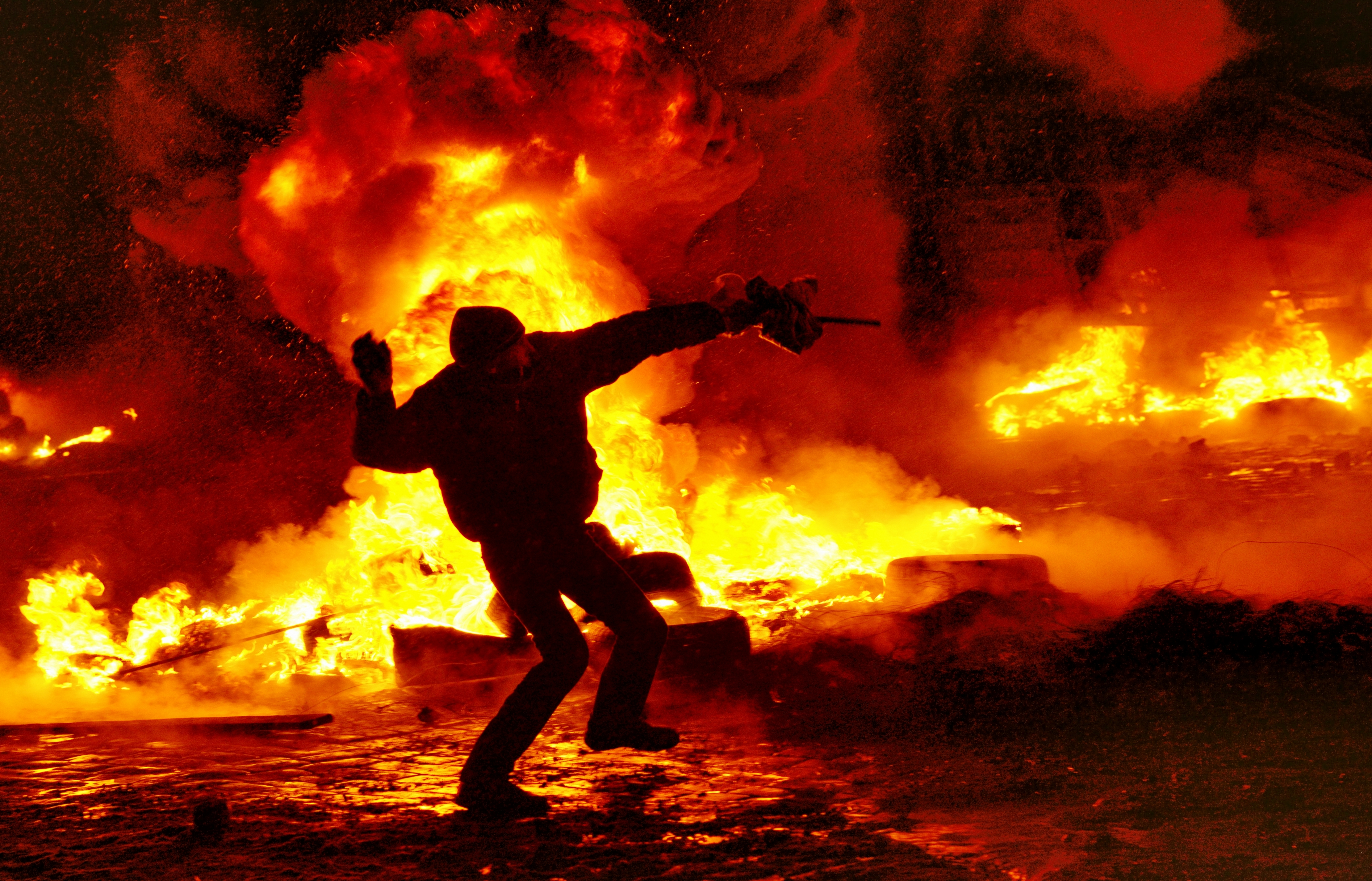
Евромайдан

В противодействие «Евромайдану» «Партия регионов» совместно с ОО «Украинский выбор» создала так называемый «Антимайдан». Впервые антимайдановцы собрались на площади Конституции перед Верховной Радой 24 ноября.
К середине декабря под контролем «Евромайдана» уже были здания КГГА и Дома профсоюзов, предпринимались попытки захвата Администрации президента.
16 января Верховная Рада, по инициативе депутатов от «Партии регионов», приняла пакет законов, вошедших в историю как «Законы 16 января». В них, кроме всего, ужесточалась уголовная ответственность за хулиганство, сотрудникам правоохранительных органов в неслужебное время предоставлялась усиленная охрана, было запрещено участвовать в акциях протеста в балаклавах, вводилась уголовная ответственность за клевету и блокирование административных зданий и др. «Евромайдан» объявил эти законы «диктаторскими» и заявил о ненамерении их выполнять.
25 января 2014 года Тернопольский и Ивано-Франковский областные советы приняли решение о запрете деятельности и символики «Партии регионов» на территории областей.
28 января под давлением оппозиции председатель «Партии регионов» Николай Азаров ушёл в отставку с поста премьер-министра «с целью создать дополнительные возможности для общественно-политического компромисса». Временно исполняющим обязанности главы правительства стал вице-премьер Сергей Арбузов. Через несколько часов после принятия отставки Азаров покинул территорию Украины, вылетев на частном самолёте в Вену (Австрия), в элитном районе которой расположен его особняк, где проживает его семья, оставив партийные дела на своих заместителей.
1 февраля «Партия регионов» совместно с другими общественными организациями на базе своей инфраструктуры сформировала в Харькове Всеукраинский общественный союз «Украинский фронт».
Апогеем противостояния на Майдане стали 18—22 февраля 2014, в ходе которых по информации Минздрава Украины погибли 82 человека (71 демонстрант и 11 правоохранителей), пострадали 622 человека. 18 февраля вооружёнными сторонниками «Евромайдана» был разгромлен центральный офис «Партии регионов» в Киеве на ул. Липской, 10. Один сотрудник офиса погиб. Погромщики подожгли помещение и вынесли партийные документы.
20 февраля, после гибели десятков людей, ряд депутатов из фракции «Партии регионов» объявил о переходе на сторону народа, пришёл на заседание Верховной Рады, на котором 236 голосами (в том числе 35 — от «Партии регионов») было принято решение о приостановлении антитеррористической операции против «Евромайдана».
21 февраля 2014 года Виктор Янукович подписал с оппозицией Соглашение об урегулировании кризиса, предусматривавшее, в частности, немедленный (в течение 2 суток) возврат к Конституции в редакции 2004 года, конституционную реформу и проведение досрочных президентских выборов не позднее декабря 2014 года. В тот же день Янукович выехал в Харьков для участия в съезде депутатов местных советов юго-востока[91][92], но по дороге, по его словам, на кортеж было совершено вооружённое нападение[93]. В самом съезде Виктор Фёдорович участия не принял. По некоторым данным из-за того, что президентской охране не дали проверить здание, где должен был пройти съезд. Вечером вертолёт с Януковичем вылетел в Донецк.
22 февраля председатель Верховной Рады, основатель и член «Партии регионов» Владимир Рыбак ушёл в отставку.
В тот же день вышло в эфир интервью Виктора Януковича телеканалу «112 Украина», в котором он заявил, что не собирается подавать в отставку и не собирается подписывать решения парламента, которые он считает противозаконными, а происходящее в стране квалифицировал как «вандализм, бандитизм и государственный переворот». Через несколько часов Верховная Рада приняла постановление, в котором заявила, что Янукович «неконституционным образом самоустранился от осуществления конституционных полномочий» и не выполняет свои обязанности, а также назначила досрочные президентские выборы на 25 мая 2014 года. По заявлениям администрации Виктора Януковича, президент в этот момент находился в Донецке и осуществлял свою деятельность на посту главы государства.
Вечером того же дня кортеж Виктора Фёдоровича отправился из Донецка в сторону Бердянска. На границе Донецкой и Запорожской областей, по свидетельству Януковича, его охрана получила информацию о готовящейся впереди засаде. Поэтому маршрут был изменён и 23 февраля Виктор Янукович кортежем (по другой информации — вертолётом) прибыл в Крым. Там он подал заявление об отказе от государственной охраны и на следующий день отбыл в Россию.
23 февраля в своём обращении к соотечественникам парламентская фракция «Партии регионов» взяла ответственность за кровопролитие и кризис в стране на себя, президента Виктора Януковича и его окружение. 27 февраля правительство во главе с Сергеем Арбузовым было уволено.
11 марта Виктор Янукович сделал заявление для прессы в Ростове-на-Дону. Он заверил, что по-прежнему является законным Президентом Украины и верховным главнокомандующим[130]: «Я не прекращал своих полномочий досрочно, я жив, меня не отрешали от должности в порядке, предусмотренном Конституцией Украины… В США, ряде других стран говорят, что я как президент якобы утратил легитимность, потому что сбежал из страны. Повторяю: я никуда не сбегал. В момент захвата радикалами правительственных зданий и Администрации президента — по сути, антиконституционного захвата ими власти с оружием в руках — я находился, как известно, на Украине». Янукович обвинил новые украинские власти в попытке развязать гражданскую войну и заявил, что считает выборы, назначенные на 25 мая «захватившей в результате переворота власть кликой», «нелегитимными и незаконными, не соответствующими Конституции Украины», тем более что «они будут проходить в обстановке тотального контроля экстремистских сил»[131].

### В оппозиции (2014—2023)
24 февраля 2014 года руководитель парламентской фракции «Партии регионов» Александр Ефремов заявил: «Учитывая то, что вы взяли власть в свои руки и у вас есть возможность сформировать правительство, мы приняли решение, что уходим в оппозицию».
28 марта Виктор Янукович в своём обращении к съезду «Партии регионов» попросил снять с него полномочия почётного председателя партии и исключить его из неё.
29 марта прошёл съезд «Партии регионов», который выдвинул Михаила Добкина кандидатом от партии в Президенты Украины на предстоящих выборах. Съезд исключил из партии Виктора Януковича, Николая Азарова, Сергея Арбузова, Александра Клименко, Эдуарда Ставицкого, Валерия Коновалюка и Андрея Шишацкого. Также партия изменила структуру руководства. Были ликвидированы несколько руководящих должностей, включая «почётный председатель». Управление партией было вверено политсовету и его президиуму. В состав последнего вошли Михаил Добкин, Александр Вилкул, Владимир Рыбак, Александр Ефремов, Борис Колесников, Дмитрий Шенцев, Вадим Новинский и Александр Ледида. Два места займут руководители парторганизаций тех областей, которые наберут больше всего голосов за кандидата в президенты на предстоящих выборах. Ещё одно место займёт представитель молодёжного крыла «Партии регионов».
На президентских выборах 2014 года кандидат от «Партии регионов» Михаил Добкин занял 6 место, набрав 3,03 % (546 138 голосов избирателей).
До июня 2014 года из «Партии регионов» вышло около 1 млн человек.
Несмотря на подготовку «Партии регионов» к намеченным на октябрь 2014 года внеочередным парламентским выборам, 14 сентября 2014 года секретарь президиума партии Борис Колесников объявил, что «Партия регионов» не примет в них участие, также как и в выборах в Донецкой Народной Республике и Луганской Народной Республике, заявив, что «Партия регионов не имеет морального права участвовать в выборах, когда почти 7 млн избирателей (на юго-востоке) не могут проголосовать». Несмотря на это, некоторые лидеры партии, в том числе Колесников, приняли участие в выборах в составе «Оппозиционного блока».
На парламентских выборах 2014 и местных выборах 2015 бывшие члены «Партии регионов» баллотировались, в основном, от партий «Оппозиционный блок», «Наш край» и «Возрождение». В 2016 году некоторые члены «Партии регионов» вошли в новосозданную партию Вадима Рабиновича и Евгения Мураева «За жизнь». В ноябре 2018 года «За жизнь» и некоторые члены партии «Оппозиционного блока» объединились в «Оппозиционную платформу — За жизнь», однако возникшие разногласия на почве данного межпартийного объединения привели к расколу в рядах «Оппозиционного блока» и выходу из партии «За жизнь» Евгения Мураева, который создал свою собственную политическую силу «Наши».
В 2018 году возобновил работу официальный сайт «Партии регионов», была создана инициативная группа по возвращению политсилы на политическую арену. Партконференции прошли почти во всех областных центрах Украины. Возобновлён выпуск партийной газеты «Время регионов», однако уже в 2020 году сайт партии был реорганизован в сайт СМИ: Главный оппозиционный «ГОЛОС ПРАВДЫ» пророссийский блог-сайт, который, по мнению Атлантического совета, связан с Fancy Bear и управляется политиками, бежавшими из Украины в 2014 году, в частности экс-премьер-министром Николаем Азаровым.
На парламентских выборах 2019 и местных выборах 2020 бывшие члены «Партии регионов» баллотировались, в основном, от партий «Оппозиционная платформа — За жизнь», «Наш край» и «Оппозиционный блок». Накануне региональных выборов в юго-восточных областях Украины были созданы местные избирательные блоки состоящие преимущественно из бывших членов «Партии регионов», самые крупные из них: «Блок Кернеса — Успешный Харьков», «Доверяй делам», «Блок Вадима Бойченко», «Блок Вилкула — Украинская перспектива» и «Блок Владимира Буряка — „Единение“».
В 2021 году экс-глава «Партии регионов» и «Оппозиционного блока» Борис Колесников заявил о создании нового политического проекта «Украина – наш дом».
После начала российского вторжения на Украину в 2022 году многие бывшие члены «Партии регионов» поддержали российскую сторону. Ряд городских глав на оккупированных Россией территориях обвинили в коллаборационизме и государственной измене за их сотрудничество с Вооружёнными силами Российской Федерации. Так в Мелитополе депутат от «Партии регионов» и «Оппозиционного блока» Галина Данильченко благодаря сотрудничеству с российской армией была провозглашена россиянами «исполняющим обязанности мэра города» 12 марта 2022 года. Это произошло на следующий день после задержания городского головы Мелитополя Ивана Фёдорова российскими военными. Также в Купянске городской голова от «Оппозиционной платформы — За жизнь» Геннадий Мацегора добровольно сдал город российским вооружённым силам. Многие бывшие члены «Партии регионов» на местах также были назначены российскими войсками главами гражданских администраций на оккупированных территориях.
20 марта 2022 года Совет национальной безопасности и обороны Украины на время военного положения запретил деятельность 11 политических партий, считающихся пророссийскими; среди них: «Оппозиционная платформа — За жизнь», «Оппозиционный блок», «Наши» и «Блок Владимира Сальдо», образованные бывшими членами «Партии регионов».
21 апреля в Верховной раде Украины IX созыва была создана социал-демократическая и проевропейская депутатская группа «Платформа за жизнь и мир» (ПЗЖМ) в которую вошли 25 депутатов из ОПЗЖ и бывшей «Партии регионов», возглавил депутатскую группу Юрий Бойко. 22 мая также была создана депутатская группа «Восстановление Украины» нацеленная на поддержку президента Владимира Зеленского и состоящая кроме бывших депутатов ОПЗЖ ещё и с представителей партии «Слуга Народа».
21 февраля 2023 года официально запрещена решением восьмого апелляционного суда.

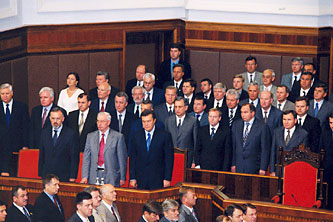
Первое правительство Виктора Януковича

## Правительства премьер-министров-членов «Партии регионов»

### Правительство Виктора Януковича и Николая Азарова (2002—2005)
См. статью: Первое правительство Януковича

### Второе правительство Виктора Януковича (2006—2007)
См. статью: Второе правительство Януковича

### Первое правительство Николая Азарова (2010—2012)
См. статью: Первое правительство Азарова

### Правительство Николая Азарова и Сергея Арбузова (2012—2014)
См. статью: Второе правительство Азарова

## Основные лозунги
- Успешные люди — успешная страна[53].
- Русский язык как второй государственный язык Украины[53].
- Децентрализация власти[53].
- Эффективное сотрудничество с Россией и странами СНГ.

Базовые принципы, объединившие вокруг нас миллионы граждан Украины.
В сфере внутренней политики это:
— переход к парламентско-президентской модели управления государством;
— децентрализация власти с передачей максимальных полномочий в регионы;
— придание русскому языку статуса второго государственного;
— внеблоковый статус Украины;
— превращение Украины в наиболее привлекательное для инвестиций государство в регионе Центральной и Восточной Европы.

Во внешнеполитической сфере это, прежде всего, сбалансированная политика.

Её приоритетами будет оставаться развитие стратегического партнерства с Российской Федерацией, странами-соседями и участницами СНГ
Первое, что мы сделаем, придя к власти, — возродим нормальные, добрососедские, равноправные и взаимовыгодные отношения с нашим стратегическим партнёром — Россией.Из выступления лидера «Партии регионов» Виктора Януковича на XI съезде партии в Киеве. Апрель 2008 года.

## «Чёрная бухгалтерия» «Партии регионов»
31 мая 2016 года народный депутат Сергей Лещенко и журналисты «Украинской правды» опубликовали данные о «чёрной бухгалтерии» «Партии регионов», основываясь на части переданных в Национальное антикоррупционное бюро Украины документов бывшего заместителя главы Службы безопасности Украины Виктора Трепака, переданных им анонимным источником. На 22 страницах перечислялись публичные и непубличные траты партии в размере 2 млрд долларов, к которым относились финансирование «Коммунистической партии» и партии «Наша Украина», подкуп избирателей и членов Центральной избирательной комиссии, реклама и услуги политологов, данные о неофициальных зарплатах депутатов и чиновников. Кураторами распределения средств в документах называются депутаты Евгений Геллер и Виталий Калюжный. По этому делу Генеральной прокуратурой были запланированы допросы около 100 человек

### Варианты логотипа «Партии регионов»

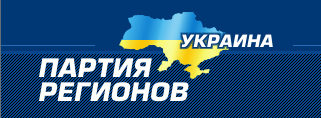
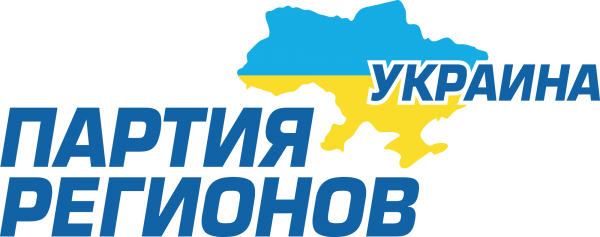
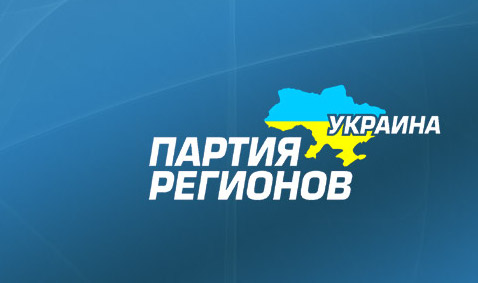
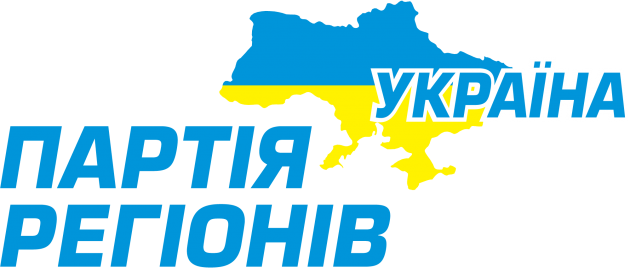

## Председатели
| Время     | Имя                  |
| --------- | -------------------- |
| 1997—2001 | Владимир Рыбак       |
| 2001      | Николай Азаров       |
| 2001—2003 | Владимир Семиноженко |
| 2003—2010 | Виктор Янукович      |
| 2010—2014 | Николай Азаров       |

## Союзники
| Вошли в состав партии - Всеукраинская партия пенсионеров - Политическая партия «За красивую Украину» - Новая демократия (Евгений Кушнарёв) - Партия труда (Николай Азаров) - Республиканская партия Украины (Юрий Бойко) - Сильная Украина (2012—2014) (Сергей Тигипко) - Солидарность (Пётр Порошенко) Содействие на выборах, вхождение представителей в состав партии - Демократическая партия венгров Украины (UMDSZ) - Румынское сообщество Украины - Русский блок (2006—2007) - Оппозиционный блок (2014) - Оппозиционная платформа — За жизнь (2016) - Оппозиционный блок — Партия мира и развития (2018) - Наши (2018) - Украина – наш дом (2021) - Платформа за жизнь и мир (2022) Коалиция - Коммунистическая партия Украины (2006—2007,2010—2012) - Социалистическая партия Украины (2006—2007) - Блок «За единую Украину!» (2002—2006) - Блок Литвина (2010—2012) - Парламентская фракция «Реформы ради будущего» (2011—2012) | Сотрудничество - Молодёжная партия Украины - Партия «РУСЬ» - Народный блок - Партия «Единство» - Партия промышленников и предпринимателей Украины - Партия государственного нейтралитета Украины - Партия национального академического развития Украины - Партия «Держава» - Трудовая Украина - Республиканская партия Украины - Селянская партия Украины - Украинская морская партия - Союз Чернобыль Украина - Новая Украина (гражданское движение) |

## Международное сотрудничество
| - Единая Россия - Народно-демократическая партия «Нур Отан» - Новый Азербайджан - Республиканская партия Армении и Процветающая Армения - Ар-Намыс - Прогрессивная партия трудового народа Кипра - Союз демократических левых сил - Коммунистическая партия Китая - Коммунистическая партия Вьетнама - Прогрессивный альянс социалистов и демократов (2010—2012) |

### Комментарии
1. ↑  Согласно действовавшей на тот момент редакции Конституции Украины, президент вносит в Верховную Раду кандидатуру премьер-министра по представлению парламентской коалиции